# Estación de Torres Vedras
La Estación Ferroviaria de Torres Vedras, también conocida como Estación de Torres Vedras, es una estación ferroviaria de la Línea del Oeste, que sirve a la localidad de Torres Vedras, en el distrito de Lisboa, en Portugal.

## Características

### Localización y accesos
Esta plataforma se encuentra junto a la Calle de la Estación, en la localidad de Torres Vedras.

### Descripción física
En enero de 2011, poseía tres vías de circulación, con 543, 485 y 389 metros de longitud; las plataformas tenían 149 y 115 metros de extensión, teniendo todas una altura de 70 centímetros.

## Historia

### SigloXX
En el año 1933, la Compañía de los Caminhos de Ferro Portugueses realizó obras de reparación y mejora en el edificio de pasajeros de esta estación.